# Neotinea lactea
La orchidea lattea (Neotinea lactea (Poir.) R.M.Bateman, Pridgeon & M.W.Chase, 1997) è una pianta appartenente alla famiglia delle Orchidacee.

## Descrizione

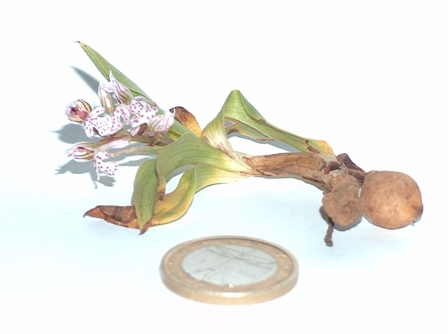
Preparato botanico di N. lactea

È una pianta erbacea, alta 10–20 cm, con fusto eretto, cilindrico, verde chiaro nella parte inferiore, porporino in quella superiore.
L'apparato radicale è caratterizzato dalla presenza di due rizotuberi rotondeggianti.
Le foglie basali sono allungate e riunite in rosetta; le foglie cauline, ad 1 a 2, inguainano il fusto ed hanno un vertice appuntito.
Presenta una infiorescenza a spiga cilindrica, piuttosto densa (10-30 fiori). I tepali sono bianchi, saldati a formare un casco, con nervature longitudinali rosse all'interno e verdognole all'esterno. Il labello è trilobato con margine dentellato e fondo da bianco a rosa, picchiettato di rosso purpureo; il lobo mediano è più lungo dei laterali ed è leggermente ginocchiato alla base. Lo sperone è conico, rivolto in basso.
Fiorisce in marzo-aprile.
Il numero cromosomico di Neotinea lactea è 2n=42.

## Distribuzione e habitat
È diffusa nei paesi del bacino del Mediterraneo, dal Nordafrica e dalla Spagna all'Anatolia.. In Italia è presente nelle regioni centro-meridionali, dalla Toscana alla Calabria, e nelle isole maggiori (Sicilia e Sardegna).
Predilige terreni incolti, pascoli e prati ai bordi della macchia, dal livello del mare fino ai 1500 m di altitudine.